# Лешно (Медыка)

Церковь святого Василия Великого в Лешно

Могила советского летчика в Лешно

Лешно (до 1977,и 4-12.1981 — Поздяч) — село в Польше, в подкарпатском воеводстве, перемышльском повете, гмине Медыка. Входит в исторический регион Надсанье, до середины XX века имело преимущественно восточнославянский (украинский) этнический состав.

## История
Первый раз село упомянуто в 1589 году. С XVI века в селе существовала парафия греко-католической церкви. В 1914 году многие жители села, придерживавшиеся русофильских взглядов были арестованы и отправлены в Талергоф.
В 1946 году 677 жителей села украинской национальности выселили в западные области Польши, их заменили этнические поляки, переселенцы из восточной Галиции, спасавшиеся от террора ОУН-УПА. Часть принудительно переселенных жителей вернулась в Поздяч после 1956 года.
В 1977 году польская администрация изменила названия 120 населенных пунктов Закерзонья, включая Поздяч. Он получил название Лешно. В 1981 году населенным пунктам вернули старые названия, но, по просьбе жителей села, оно с 12.1981 года вновь стало именоваться Лешно.

## Достопримечательности
В селе находится деревянная церковь святого Василия Великого (построена в 1777 году) и деревянная церковь Святой Троицы (построена в 1857 году). Оба сооружения входят в так называемый «путь архитектуры деревянной» выполнены в стиле традиционной архитектуры Надсанья. В центре села располагается памятный знак жертвам Талергофа, поставленный после Первой мировой войны. На сельском кладбище находится могила советского летчика, уроженца Брянска. За могилой следят учащиеся средней школы Лешна.